# Taphozous hamiltoni
Taphozous hamiltoni (Thomas, 1920) è un pipistrello della famiglia degli Emballonuridi diffuso nell'Africa subsahariana,

## Descrizione

### Dimensioni
Pipistrello di medie dimensioni, con la lunghezza totale tra 100 e 119 mm, la lunghezza dell'avambraccio tra 61 e 71 mm, la lunghezza della coda tra 20 e 35 mm, la lunghezza del piede di 15 mm, la lunghezza delle orecchie tra 15 e 22 mm e un peso fino a 22 g.

### Aspetto
La pelliccia è corta e lucida, la groppa e il basso ventre sono interamente privi di peli. Le parti dorsali sono bruno seppia o bruno-rossastre scure, mentre le parti ventrali sono leggermente più chiare. La testa è relativamente piatta e triangolare, il muso è conico, privo di peli e con una sacca golare ben sviluppata in entrambi i sessi. Sul labbro inferiore è presente un solco longitudinale superficiale. Gli occhi sono relativamente grandi. Le orecchie sono triangolari con la punta smussata, rivolte all'indietro, separate tra loro, con diverse pieghe sulla superficie interna del padiglione auricolare e delle papille lungo il margine anteriore inferiore. Il trago è corto, largo, con l'estremità ampia e un lobo alla base posteriore, mentre l'antitrago è grande, lungo e si estende fino all'angolo posteriore della bocca. Le membrane alari sono lunghe, strette e marroni scure. Una sacca ghiandolare è presente tra l'avambraccio e il primo metacarpo. La coda è lunga e fuoriesce dall'uropatagio a circa metà della sua lunghezza. Il calcar è lungo.

## Biologia

### Comportamento
Si rifugia tra le fessure rocciose.

### Alimentazione
Si nutre di insetti.

## Distribuzione e habitat
Questa specie è diffusa nel Ciad meridionale, Somalia settentrionale, Sudan meridionale, Sudan del Sud, Uganda settentrionale, Kenya occidentale e Tanzania nord-occidentale.
Vive nei boschi, savane alberate di Acacia, praterie ed arbusteti semi-desertici.

## Conservazione
La IUCN Red List, considerato i continui dubbi circa l'estensione del suo areale, lo stato della popolazione, le minacce e i requisiti ecologici, classifica T.hamiltoni come specie con dati insufficienti (DD).